# Osmanthus
Osmanthus es un género de plantas con flores perteneciente a la familia Oleaceae. Es originario de Turquía a Japón y Malasia y en Norteamérica.

## Taxonomía
El género fue descrito por João de Loureiro y publicado en Flora Cochinchinensis 1: 17, 28–29. 1790. La especie tipo es: Osmanthus fragrans Lour 

## Especies aceptadas
A continuación se brinda un listado de las especies del género Osmanthus aceptadas hasta diciembre de 2014, ordenadas alfabéticamente. Para cada una se indica el nombre binomial seguido del autor, abreviado según las convenciones y usos.	
- Osmanthus americanus (L.) A.Gray (1878)
  - Osmanthus americanus var. americanus
  - Osmanthus americanus var. megacarpus (Small) P.S.Green(1958
  - Osmanthus americanus var. microphyllus P.S.Green (1958)
- Osmanthus armatus Diels  (1900), originario de China.
- Osmanthus attenuatus P.S.Green, Notes Roy. Bot. Gard. Edinburgh 22: 524 (1958)
- Osmanthus austrocaledonicus (Vieill.) Knobl., Repert. Spec. Nov. Regni Veg. 41: 152 (1936)
  - Osmanthus austrocaledonicus austrocaledonicus
  - Osmanthus austrocaledonicus badula (Vieill. ex Pancher & Sebert) P.S.Green (1998
  - Osmanthus austrocaledonicus collinus (Schltr.) P.S.Green (1998)
  - Osmanthus austrocaledonicus var. crassifolius (Guillaumin) P.S.Green. (1998)
- Osmanthus cooperi Hemsl. (1896)
- Osmanthus cymosus (Guillaumin) P.S.Green (1963)
- Osmanthus decorus (Boiss. & Balansa) Kasapligil (1970), originario  de Turquía y del Cáucaso.
- Osmanthus delavayi Franch. (1886), originario de China.
- Osmanthus didymopetalus P.S.Green (1958)
- Osmanthus enervius Masam. & T.Mori (1939)
- Osmanthus fordii Hemsl. (1889)
- Osmanthus fragrans Lour. (1790), originario de China y Japón
  - Osmanthus fragrans var. aurantiacus Makino (1902)
  - Osmanthus fragrans var. fragrans
- Osmanthus gracilinervis L.C.Chia ex R.L.Lu (1989)
- Osmanthus hainanensis P.S.Green (1958)
- Osmanthus henryi P.S.Green (1958)
- Osmanthus heterophyllus (G.Don) P.S.Green (1958), originario de Japón y China.
  - Osmanthus heterophyllus purpureus
- Osmanthus insularis Koidz. (1914)
- Osmanthus iriomotensis T.Yamaz.(1994).
- Osmanthus kaoi (T.S.Liu & J.C.Liao) S.Y.Lu (1985)
- Osmanthus lanceolatus Hayata (1911)
- Osmanthus marginatus (Champ. ex Benth.) Hemsl. (1889) 
  - Osmanthus marginatus var. longissimus (H.T.Chang) R.L.Lu (1989)
  - Osmanthus marginatus var. marginatus
- Osmanthus matsumuranus Hayata (1911)
- Osmanthus mexicanus Lundell (1939)
- Osmanthus minor P.S.Green (1958)
- Osmanthus monticola (Schltr.) Knobl. (1936)
- Osmanthus pubipedicellatus L.C.Chia ex H.T.Chang (1982)
- Osmanthus reticulatus P.S.Green (1958)
- Osmanthus rigidus Nakai (1918)
- Osmanthus scortechinii King & Gamble (1905)
- Osmanthus serrulatus Rehder in C.S.Sargent (1916)
- Osmanthus suavis King ex C.B.Clarke (1882)
- Osmanthus sumatranus P.S.Green (1958)
- Osmanthus urceolatus P.S.Green (1958)
- Osmanthus venosus Pamp. (1911)
- Osmanthus yunnanensis (Franch.) P.S.Green (1958),
- Osmanthus × fortunei (O. fragrans × O. heterophyllus) Carrière
- Osmanthus × burkwoodii (O. delavayi × O. decorus),